# Ellipsidion humerale
Ellipsidion humerale är en kackerlacksart som först beskrevs av Johann Gottlieb Otto Tepper 1893.  Ellipsidion humerale ingår i släktet Ellipsidion och familjen småkackerlackor. Inga underarter finns listade i Catalogue of Life.